# Gabriela Rivadeneira
Gabriela Alejandra Rivadeneira Burbano (1983. július 25.) ecuadori politikus, az országgyűlés elnöke, korábban Imbabura tartomány kormányzója.

## Élete
Quitóban született, három testvére van.  ötéves  volt, amikor Otavalóba költöztek. 17 évesen elnyerte a Reina del Yamor („Yamor királynője”) címet egy szépségversenyen. Ez népszerűvé tette és elősegítette későbbi politikai karrierjét.
Férje Luis Flores író, két gyermekük van.

## Pályafutása
Politikai pályafutása 2004-ben kezdődött, négy évig volt Otavalo város képviselőtestületének tagja. 2004 és 2006 között a Pachakutik párt soraiba tartozott, később egy olyan politikai csoport tagja lett, amely a PAIS Alliance-hez csatlakozott. 2006 és 2008 között Otavalo polgármester-helyetteseként dolgozott. 2009 és 2011 között Imbabura tartomány prefektushelyettese volt, 2010 és 2012 között a PAIS Alliance nemzeti igazgatótanácsának is tagja volt.
2011. július 28-án Imbabura tartomány kormányzója lett, 28 évesen a legfiatalabb és az első nő ezen a poszton. Rafael Correa elnök választotta meg. 2012 novemberében lemondott tisztségéről, hogy indulhasson a 2013-as választásokon. 2013. május 14-én 107:30 szavazataránnyal az országgyűlés elnökének választották.
Gyakran emlegetik Rafael Correa elnök lehetséges utódjaként, bár elképzelhető, hogy mégsem töltheti be ezt a posztot, az elnök mandátumának lejártakor, 2017-ben ugyanis még nem tölti be a 35. életévét, ami a legalsó korhatár Ecuadorban az elnöki tisztség vállalásához.

## Fordítás
- Ez a szócikk részben vagy egészben  a   Gabriela Rivadeneira című angol Wikipédia-szócikk fordításán alapul.  Az eredeti cikk szerkesztőit annak laptörténete sorolja fel. Ez a jelzés csupán a megfogalmazás eredetét és a szerzői jogokat jelzi, nem szolgál a cikkben szereplő információk forrásmegjelöléseként.